# 古谷 (菊川市)
古谷（ふるや）は静岡県菊川市の大字。

## 地理
菊川市の東部、小笠東地区の南東部に位置する。東で牧之原市大寄、西・北で丹野、南で赤土及び川上と接する。

### 河川
- 丹野川
- 古谷川

### 字一覧
8つの字がある（2018年（平成30年）10月16日現在）。
- 池田（いけだ）
- 蔵下（くらした）
- 内谷（うちや）
- 大沢（おおさわ）
- 髙太郎（たかたろう）
- 菅ケ谷（すげがや）
- 平六田（へいろくだ）
- 貝沢（かいさわ）

## 歴史

### 沿革
- 1889年（明治22年）4月1日 - 町村制の施行により、城東郡古谷村が周辺の村と合併し、城東郡川野村となる[WEB 7]。旧村名は川野村の大字として残る[WEB 8]。
- 1896年（明治29年）4月1日 - 郡制の施行により所属郡が小笠郡に変更。
- 1940年（昭和15年）11月1日 – 相草村と川野村が合併し、小笠村となる。
- 1954年（昭和29年）3月31日 – 小笠村が平田村・南山村と新設合併を行い、小笠町が発足する。
- 2005年（平成17年）1月17日 – 小笠町が菊川町と新設合併を行い、菊川市となる。

## 施設
- 和興産業 本社・本社工場・静岡第二工場
- 赤土神社
- 諏訪神社

## 交通

### バス
- 菊川市コミュニティバス丹野・嶺田コース：（菊川市立総合病院 方面 - ）東林寺入口 - 古谷（ - 西ケ崎公民館 方面）

### 道路
- 静岡県道242号浜岡菊川線
- 静岡県道244号大東菊川線

## その他

### 学区
小学校・中学校の学区は以下の通りである。
| 番・番地等 | 小学校               | 中学校             |
| ---------- | -------------------- | ------------------ |
| 全域       | 菊川市立小笠東小学校 | 菊川市立岳洋中学校 |

### 警察
警察の管轄区域は以下の通りである。
| 番・番地等 | 警察署     | 交番・駐在所 |
| ---------- | ---------- | ------------ |
| 全域       | 菊川警察署 | 小笠交番     |

### WEB
1. ↑  “h02_22.csv”.   総務省 (2022年2月10日). 2025年1月12日閲覧。
2. ↑  “静岡県菊川市 (22224)”.   人文学オープンデータ共同利用センター. 2025年1月12日閲覧。
3. ↑  “静岡県 菊川市 古谷の郵便番号 - 日本郵便”.   日本郵便. 2025年2月15日閲覧。
4. ↑  “市外局番の一覧”.   総務省 (2022年3月1日). 2025年1月12日閲覧。
5. ↑  “事業所案内及び管轄地域（事務所3件、分室3件）”.   一般社団法人静岡県自動車会議所. 2025年1月12日閲覧。
6. ↑  “菊川市小字一覧 - 静岡県オープンデータ”.   静岡県 (2018年10月16日). 2025年1月12日閲覧。
7. ↑  “historyofcities.pdf”.   静岡県総務部合併推進室・財団法人静岡県市町村振興協会. 2025年1月12日閲覧。
8. ↑  “解説ページ”.   株式会社エア. 2025年1月12日閲覧。
9. ↑  “菊川市／通学区域一覧”.   菊川市 (2024年4月1日). 2025年1月12日閲覧。
10. ↑  “交番駐在所一覧表｜静岡県警察”.   静岡県警察 (2023年6月12日). 2025年1月12日閲覧。